# 並木克巳
並木 克巳（なみき かつみ、1969年4月3日 - ）は、日本の政治家。前東京都東久留米市長（2期）。元東久留米市議会議員（4期）。

## 来歴
東京都東久留米市生まれ。東久留米市立神宝小学校、東久留米市立東中学校、明治学院東村山高等学校、明治学院大学経済学部卒業。
2001年12月、東久留米市長の稲葉三千男が体調不良を理由に辞任。これに伴って2002年に行われた東久留米市議会議員の補欠選挙に出馬し初当選。2003年4月、再選。2007年4月、3期目の当選。
2009年12月20日に行われた東久留米市長選挙に自由民主党、公明党の推薦を受けて無所属で出馬するも、民主党、社民党、国民新党の推薦を受けた前東久留米市議の馬場一彦に僅差で敗れる（馬場：19,716票、並木：18,252票）。
2011年4月、同市議選に出馬しトップ当選で通算4期目。
2013年11月5日、市議を辞職。同年12月22日に行われた東久留米市長選挙に無所属（自民党推薦、公明党支持）で出馬し初当選を果たした。投票率は34.55％。2014年1月20日、市長に就任。
2017年、自民党・公明党の推薦を受けて市長選に立候補。共産党・自由党・社民党の推薦を受けた元市議の桜木善生を破り再選（並木：18,847票、桜木：16,507票）。
2021年11月、体調不良を理由に同年12月の市長選挙に立候補せず退任する意向を示した。

## 市政
- 2020年6月5日、新型コロナウイルス対策の財源に充てるため、自身と副市長、教育長の6月期末手当を15％減額する条例案を市議会定例会に提出した[11][12]。同日、同条例案は可決された[13]。